# مادلن میو
مادلن میو (فرانسوی: Madeleine Milhaud‎؛ ۲۲ مارس ۱۹۰۲ – ۱۷ ژانویهٔ ۲۰۰۸) یک نویسنده، و هنرپیشه اهل فرانسه بود.
از فیلم‌ها یا مجموعه‌های تلویزیونی که وی در آن‌ها نقش داشته‌است می‌توان به  ارواح قبل از صبحانه اشاره نمود.